# Schoonaarde (Kortenberg)
Schoonaarde is een gehucht van het Vlaams-Brabantse Erps-Kwerps, een deelgemeente van Kortenberg. Het gehucht ligt aan de Leuvensesteenweg (N2) en is samen met de aanleg van deze weg ontstaan.
In 1706 werd een tolweg tussen Brussel en Leuven aangelegd door de Franse bezetter. De activiteiten verplaatsten zich van de oude dorpskernen naar deze nieuwe locatie. Op de kruising van de  verbindingsweg tussen Kwerps en Meerbeek en de nieuwe steenweg ontstond zo het gehucht Schoonaarde.  Oorspronkelijk ging het maar om één hoeve en drie afspanningen of cafés (De Koning van Spanje, De Zwaan en In De Rust Der Drinkers).  Enkel het gebouw van de eerste is nu nog bewaard gebleven.
Nu is er op de plaats nog een verzameling van horeca en handelszaken en een bushalte.  Het station Erps-Kwerps is enkele honderden meters noordelijker gelegen.